# Куморское эвенкийское сельское поселение
Се́льское поселе́ние «Куморское эвенкийское» (бур. Куморын Эвенкын hомон) — муниципальное образование в Северо-Байкальском районе Бурятии Российской Федерации.
Административный центр — село Кумора.

## История
Статус и границы сельского поселения установлены Законом Республики Бурятия от 31 декабря 2004 года № 985-III «Об установлении границ, образовании и наделении статусом муниципальных образований в Республике Бурятия»

## Население
| 2002 | 2011 | 2012 | 2013 | 2014 | 2015 | 2016 |
| ---- | ---- | ---- | ---- | ---- | ---- | ---- |
| 738  | ↘559 | ↘536 | ↘520 | ↘486 | ↘471 | ↘462 |
| 2017 | 2018 | 2019 | 2020 | 2021 | 2023 | 2024 |
| ↘460 | ↘454 | ↘452 | ↘441 | ↘413 | ↘397 | ↘391 |
| 2025 |      |      |      |      |      |      |
| ↘382 |      |      |      |      |      |      |

## Состав сельского поселения
| № | Населённый пункт | Тип населённого пункта       | Население |
| - | ---------------- | ---------------------------- | --------- |
| 1 | Кумора           | село, административный центр | ↘391      |